# Sultanato di Kalinyamat
Il sultanato di Kalinyamat (detto anche regno di Kalinyamat, o regno di Jepara) fu un sovranato islamico giavanese del XVI secolo risedente a nord dell'isola di Giava, centrato nell'odierna Jepara, in Indonesia.
Sia Jepara che Kalinyamat furono fondate come insediamenti ducali sotto il Sultanato di Demak. Dopo una guerra di successione, Kalinyamat fu dichiarata identità separata da Demak. I registri tradizionali contengono i nomi di molti sei suoi sovrani, tra cui il sultano Hadlirin e sua moglie e successore Retna Kencana (Ratu Kaninyamat) (reg. 1549-1579).

## Storia

### Formazione
Gli insediamenti di Kalinyamat e il porto di Jepara furono stabiliti come un kadipaten (ovvero ducato) sotto il Sultanato di Demak. Retna Kencana, figlia del sultano Trenggana di Demak, e suo marito, il sultano Hadlirin, vennero nominati duca e duchessa di Kalinyamat dal sultanato di Demak.
Dopo la morte di Trenggana, salì al trono il figlio Sunan Prawata. Nel 1549, Arya Penangsang, il duca di Jipang Panolan, salì al trono di Demak dopo aver assassinato suo cugino Sunan Prawata. La sorella minore Prawata, Ratna Kencana, cercò giustizia da parte di Sunan Kudus, maestro di Penangsang, ma la richiesta venne respinta in quanto Prawata in precedenza aveva fatto uccidere il padre di Penangsang, Raden Kikin (Sekar Seda ing Lepen), rendendo così giustificata la vendetta di Penangsang. Delusa, Ratna Kencana tornò a casa con suo marito Hadlirin da Kudus a Kalinyamat, ma vennero attaccati lungo la strada dagli uomini di Penangsang. Hadlirin perse la vita nell'attacco, mentre Ratu Kalinyamat sopravvisse a malapena.
Dopo la guerra di successione che pertò all'assassinio di Sunan Prawata di Demak da parte di Arya Penangsang, la regina Kalinyamat dichiarò il suo dominio, Kalinyamat come un regno separato da Demak, insieme a Jepara e altre parti del regno. Ratu Kalinyamat meditò vendetta su Penangsang, in quanto, come detto prima, aveva fatto uccidere Hadlirin. Esortò suo cognato, Hadiwijaya (popolarmente noto come Jaka Tingkir), il duca di Pajang (Boyolali), per uccidere Arya Penangsang.

### Incontri con i portoghesi

#### Prima campagna contro i portoghesi a Malacca
Nel 1550, la regina reggente di Jepara, Kalinyamat, allarmata dalla crescita del potere portoghese nella regione, inviò 4.000 soldati su 40 navi per soddisfare la richiesta del sultano Johor di liberare Malacca dai temuti europei. Le truppe Jepara si unirono successivamente alle forze della Gilda Malese per un totale di 200 navi da guerra. Le forze combinate attaccarono da nord per catturare la maggior parte di Malacca. Tuttavia, i portoghesi, per rappresaglia, respinsero le forze d'invasione. Le truppe della gilda malese furono respinte, mentre le truppe jepara rimasero a terra. Mentre cercavano di evacuare le coste, le truppe Jepara caddero in un'imboscata da parte dei portoghesi, e persero circa 2000 uomini. La tempesta si abbatté in seguito sulla flotta e bloccò due vascelli Jepara verso la costa di Malacca, vascelli che caddero in preda ai portoghesi. I soldati Jepara tornarono a Giava non erano più della metà di quelli che erano riusciti ad abbandonare Malacca.

#### Seconda campagna contro i portoghesi a Malacca
Nel 1564, Ali Riayat Syah di Aceh chiese l'aiuto di Demak per attaccare i portoghesi a Malacca. A quel tempo il sovrano di Demak era Arya Pangiri, il figlio di Sunan Prawata. Ma Pangiri, sospettoso, uccise invece l'inviato di Aceh. Deluso, Aceh continuò comunque con la sua campagna e attaccò Malacca nel 1567 senza l'aiuto di Java, attacco che finì però in fallimento.
Nel 1568, Jepara attaccò di nuovo lo stretto di Malacca, combinando le proprie forze a quelle del Sultanato di Aceh guidato da Alauddin al-Kahar. Le forze combinate riuscirono a saccheggiare i beni dei portoghesi, sebbene tale successo fosse di breve durata. Respinte dai portoghesi, le forze della coalizione si ritirarono.
Nel 1573, il sultano di Aceh chiese l'aiuto della regina Kalinyamat per attaccare ancora una volta Malacca. La regina inviò 15.000 soldati jeparani a bordo di 300 navi. Le forze giavanesi erano guidate dall'ammiraglio Ki Demat e atterrarono a Malacca nell'ottobre del 1574. Tuttavia, non appena erano approdate, le truppe di Aceh furono respinte dai portoghesi.
Le navi Jepara aprirono il fuoco direttamente al forte di Malacca dallo stretto. Il giorno successivo atterrarono e costruirono alcune difese sulla riva. Ma alla fine, la difesa jeparana fu penetrata dai portoghesi che incendiarono circa 30 navi jeparane. Jepara cadde nel panico, ma rifiutò ancora le trattative di pace. Nel frattempo, sei navi di rifornimento destinate dalla regina Kalinyamat furono catturate dai portoghesi. La mancanza di logistica indebolì le truppe jeparan che decisero infine di ritirarsi. Dagli appunti originali delle truppe inviate dalla regina Kalinyamat, solo circa un terzo di loro sopravvisse per tornare a Giava.
Nonostante venne percossa diverse volte, i portoghesi nutrivano un grande rispetto per la regina Kalinyamat; in particolare, lo storico Diogo do Couto la soprannominò Rainha de Japara, Senhora poderosa e rica, de kranige Dame ("Regina di Jepara, donna ricca, potente e coraggiosa").

#### Terza campagna contro i portoghesi nelle Molucche e conseguente declino

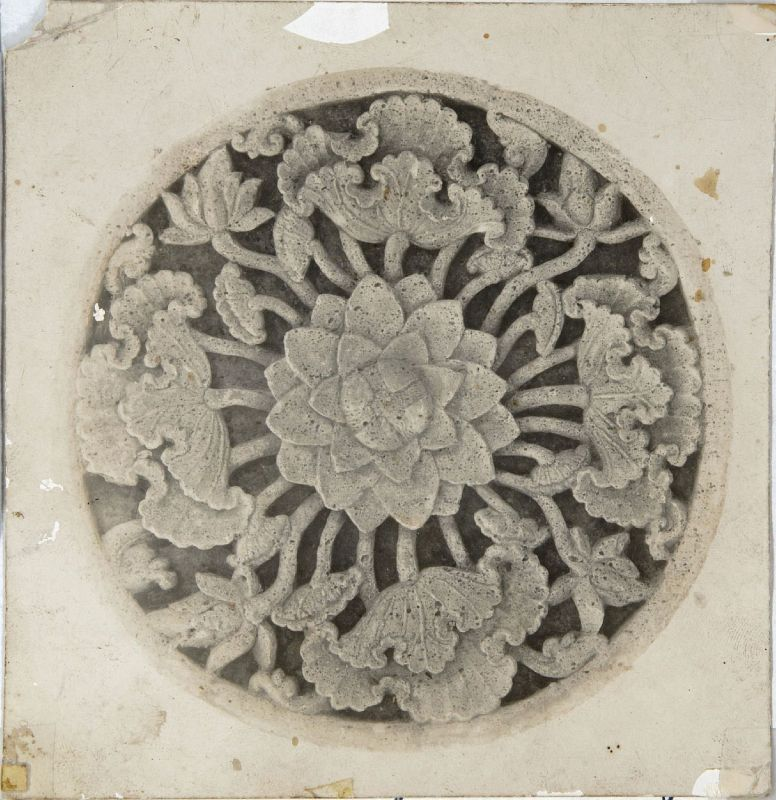
Bassorilievo della tomba della regina Kalinyamat

Senza mai darsi per vinta, la regina Kalinyamat accolse nel 1565 la richiesta del popolo Hitu ad Ambon (Molucche) per affrontare la spaccatura dei portoghesi e e degli Hitu.
Dopo la morte di Ratu Kalinyamat, il regno entrò in una fase di declino, e fu poi annesso dal Sultanato di Mataram.

## Opere letterarie
- Babad Tanah Jawi. 2007. (trad). Yogyakarta: Naration
- Ricklefs, M. C., A History of Modern Indonesia since c. 1200
- De Graaf HJ, Pigeaud ThGT. 2001. Kerajaan Islam Pertama di Jawa. Terj. Jakarta: Pustaka Utama Grafiti
- Hayati dkk. 2000. Peranan Ratu Kalinyamat di jepara pada Abad XVI. Jakarta: Proyek Peningkatan Kesadaran Sejarah Nasional Direktorat Sejarah dan Nilai Tradisional Direktorat Jenderal Kebudayaan Departemen Pendidikan Nasional.